# Staurotheca profunda
Staurotheca profunda is een hydroïdpoliep uit de familie Sertulariidae. De poliep komt uit het geslacht Staurotheca. Staurotheca profunda werd in 2003 voor het eerst wetenschappelijk beschreven door Peña Cantero & Vervoort. 